# Sri Lanka op de Paralympische Zomerspelen 2012
Sri Lanka nam deel aan de Paralympische Zomerspelen 2012 in Londen, Verenigd Koninkrijk, van 29 augustus tot 9 september 2012. Sri Lanka won hun eerste Olympische medaille; Pradeep Sanjaya won de bronzen medaille bij de 400 meter sprint voor de mannen.

## Medaillewinnaars
| Medaille | Naam           | Sport    | Evenement    | Datum       |
| -------- | -------------- | -------- | ------------ | ----------- |
| Brons    | Pradeep Sanjay | Atletiek | 400m T46 (m) | 4 September |

## Atletiek
Baanonderdelen voor de mannen
| Atleet                      | Evenement | Heat      | Heat | Laatste             | Laatste             |
| Atleet                      | Evenement | Resultaat | Rang | Resultaat           | Rang                |
| --------------------------- | --------- | --------- | ---- | ------------------- | ------------------- |
| Dumeera Pituwala Kankanange | 200m T44  | 26.23     | 6    | Niet verder gekomen | Niet verder gekomen |
| Pradeep Sanjay              | 200m T46  | 23.40     | 7    | Niet verder gekomen | Niet verder gekomen |
| Pradeep Sanjay              | 400m T46  | 49,92     | 2 Q. | 49.28 AS            | Brons               |

Veldonderdelen voor de mannen
| Atleet                      | Onderdelen         | Afstand | Rang |
| --------------------------- | ------------------ | ------- | ---- |
| Lesly Dobagoda Liyanage     | Hoogspringen F42   | 1.50    | 7    |
| Lal Pattiwila               | Hoogspringen F46   | 1,80    | 8    |
| Dumeera Pituwala Kankanange | Verspringen F42-44 | 5.56    | 9    |

Baanonderdelen voor de vrouwen
| Atleet                          | Evenement | Heat      | Heat | Laatste             | Laatste             |
| Atleet                          | Evenement | Resultaat | Rang | Resultaat           | Rang                |
| ------------------------------- | --------- | --------- | ---- | ------------------- | ------------------- |
| Amara Lallwala Palliyagurunnans | 100m T46  | 13,96     | 5    | Niet verder gekomen | Niet verder gekomen |
| Amara Lallwala Palliyagurunnans | 200m T46  | 29.36     | 5    | Niet verder gekomen | Niet verder gekomen |

## Rolstoeltennis
| Atleet                                                          | Evenement      | Ronde van 64              | Ronde van 32                  | Ronde van 16        | Kwartfinales        | Halve finales       | Laatste             | Laatste             |
| Atleet                                                          | Evenement      | Oppositie Resultaat       | Oppositie Resultaat           | Oppositie Resultaat | Oppositie Resultaat | Oppositie Resultaat | Oppositie Resultaat | Rang                |
| --------------------------------------------------------------- | -------------- | ------------------------- | ----------------------------- | ------------------- | ------------------- | ------------------- | ------------------- | ------------------- |
| Gamini Dissanayaka Mudiyanselage                                | Enkelspel (m)  | Cattaneo (FRA) L 4-6, 0-6 | Niet verder gekomen           | Niet verder gekomen | Niet verder gekomen | Niet verder gekomen | Niet verder gekomen | Niet verder gekomen |
| Upali Rajakaruna                                                | Enkelspel (m)  | Arzola (ESP) L 1-6, 2-6   | Niet verder gekomen           | Niet verder gekomen | Niet verder gekomen | Niet verder gekomen | Niet verder gekomen | Niet verder gekomen |
| Gamini Dissanayaka Mudiyanselage Upali Rajakaruna Mudiyanselage | Dubbelspel (m) | Niet beschikbaar          | Miki, Sanada (JPN) L 0-6, 1-6 | Niet verder gekomen | Niet verder gekomen | Niet verder gekomen | Niet verder gekomen | Niet verder gekomen |